# 中南财经大学图书馆
中南财经大学图书馆是服务中南财经政法大学的学术图书馆，主要收藏人文社科类图书。原为中原大学图书馆，后来学校迁汉后加入了中山大学、广西大学、湖南大学、河南大学、南昌大学图书馆的藏书，分拆为中南财经学院图书馆、中南政法学院图书馆。现在的图书馆有南湖校区逸夫图书馆、首义校区图书馆、南湖校区老图书馆3个分馆，建筑面积3.9万平方米。
至2016年，该馆藏有纸本图书超过300万册、近2000种报刊，所藏以财经、政法和管理类为主，并订购了80多个电子数据库。南湖校区逸夫图书馆中还设有中国货币金融历史博物馆，展厅面积650平方米，介绍中国的货币文化。馆藏古籍善本110种，包括明徐时泰东雅堂初刻《昌黎先生集》、明凌氏精刻朱墨套印《陶靖节集》。出版有期刊《财经政法资讯》。